# Datering

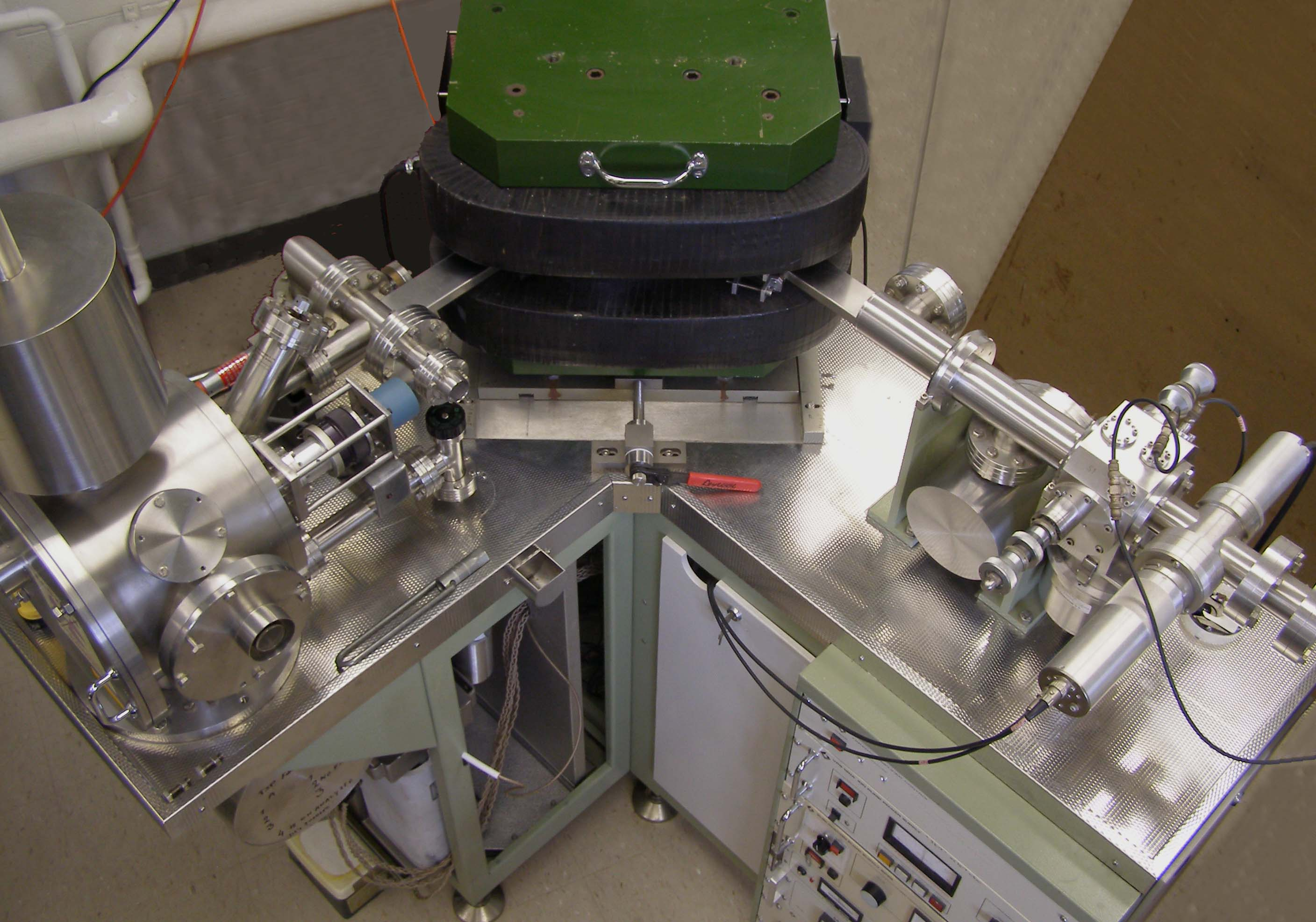
Masspektrometer för radiometrisk datering.

Datering kan göras med relativa och absoluta metoder.

## Relativa metoder
- Biostratigrafi - olika fossil förekommer under olika tidsperioder i jordens historia. Genom att analysera vilka fossil som finns i en geologisk avlagring (bergart eller sediment, torv mm) kan man utföra en datering.
- Fynddatering - föremål som (ofta) hittas tillsammans räknas till samma tid. I arkeologiska sammanhang avser man då här oftast föremål som hittats tillsammans i ett slutet sammanhang, exempelvis en grav, dvs att föremålen nedlagts i graven vid begravningstillfället[1]

## Absoluta metoder
- Radiometrisk datering - med kunskap om radioaktiva isotopers halveringstid kan man på olika sätt datera fynd eller bergarter:
  - C14-metoden - genom att mäta förhållandet mellan C12 och C14 i ett föremål kan man beräkna hur länge sedan ett växtmaterial dog. På så sätt kan man tidsbestämma organiska föremål som papper, trä, textilier men också material från djur som dött för upp till omkring 60 000 år sedan. Eftersom förhållandet mellan C12 och C14 inte är konstant i atmosfären måste fynden jämföras mot en kalibreringskurva som bland annat baseras på dendrokronologiska bestämningar (årsringar).
  - Uran-bly-metoden utgår från förhållandet mellan 235U och 238U samt dotterisotoperna 207Pb och 206Pb. Metoden är mycket pålitlig på grund av att den använder två kemiskt identiska klockor med två halveringstider.
  - Rubidium–strontium-datering
  - Samarium–neodymdatering
  - Kalium–argondatering baserad på K-40 med en halveringstid på 1,26 miljard år. Metoden är osäker eftersom argon är en gas som under vissa förhållanden kan lämna mineralet men detta problem undviks genom att verifiera med argon-argondatering som mäter provets isotopsammansättning.
  - Argon–argondatering
  - Fissionsspårsdatering baseras på att när uran sönderfaller bildas fissionsspår i mineralet.
  - Termoluminiscensdatering används på fynd som värmts upp, till exempel lergods och magma.
- Magnetism - genom magnetismens orientering i ett mineral kan man bestämma vilken rotation jordens magnetfält hade vid tidpunkten.
- Lervarvskronologi används för att tidsbestämma avlagringar från inlandsisen.
- Dendrokronologi - Genom att studera årsringarna i trä kan man datera träföremål. En jämförelse med andra träd med överlappande ålder gör att man vet vilken tid föremålet härstammar.
- Tefrokronologi - Genom skriftliga källor kan man datera olika vulkanutbrott. Vulkanaska kan då jämföras med aska från ett känt vulkanutbrott.